# Therapienotstand
Ein Therapienotstand ist gegeben, wenn die Gesundheit eines Patienten ernsthaft gefährdet ist, aber kein wirksames Medikament zugelassen oder keine anerkannte Behandlungsform etabliert ist.
Der Begriff findet vor allem in der Tiermedizin Anwendung, wo insbesondere für seltenere oder wirtschaftlich weniger bedeutsame Tierarten aufgrund der hohen Anforderungen an eine Arzneimittelzulassung keine zugelassenen wirksamen Arzneimittel zur Verfügung stehen. Er wurde in Deutschland durch § 56a Abs. 2 des Arzneimittelgesetzes (AMG) geregelt, seit dem 28. Januar 2022 gilt EU-weit die Verordnung (EU) 2019/6 über Tierarzneimittel. Hierbei dürfen nach bestimmten Kriterien Medikamente bei Tieren eingesetzt werden, auch wenn diese keine Zulassung für die jeweilige Tierart oder Indikation besitzen, vorausgesetzt, dass eine Gefährdung der Gesundheit von Mensch und Tier nicht zu befürchten ist. Bei lebensmittelliefernden Tieren ist darüber hinaus zwingend vorgeschrieben, dass der Wirkstoff in Tabelle 1 EU-Verordnung Nr. 37/2010 (vom 22. Dezember 2009 „Rückstandshöchstmengenverordnung“) aufgeführt ist oder zu den sogenannten „out of scope“ Substanzen zählt. Bei Pferden kann diese Einschränkung durch einen Equidenpass umgangen werden, der eine Nutzung als Schlachttier ausschließt.

## Umwidmung
Für die Umwidmung, also die Verwendung eines Arzneimittels für eine andere Tierart oder Indikation, schreibt die Verordnung (EU) 2019/6 über Tierarzneimittel eine „Umwidmungskaskade“ vor. 
Für Tiere, die nicht der Lebensmittelproduktion dienen, gilt:
1. Zunächst muss ein Tierarzneimittel verwendet werden, das in irgendeinem Mitgliedsland der EU für die jeweilige oder eine andere Tierart oder für ein anderes Anwendungsgebiet zugelassen ist, wenn dieses auch einen therapeutischen Effekt verspricht.
2. Ist ein solches Medikament nicht vorhanden, kann ein in der EU zugelassenes Humanarzneimittel eingesetzt werden.
3. Ist ein auch kein Humanarzneimittel verfügbar, kann ein auf Verschreibung durch den Tierarzt zubereitetes Arzneimittel eingesetzt werden.
4. Erst nach Ausschöpfung dieser Möglichkeiten, darf ein für die Tierart und das Anwendungsgebiet in einem Drittland zugelassenes Arzneimittel importiert werden, mit Ausnahme von immunologischen Arzneimitteln.

Für lebensmittelliefernde landlebende Tiere ist die Stufe 1 der nichtlebensmittelliefernden Tiere in zwei Stufen unterteilt. Somit ist folgende Umwidmungskaskade vorgesehen:
1. Zunächst muss ein in einem EU-Land zugelassenes Mittel verwendet werden.
2. Ist dieses nicht verfügbar, kann ein für ein nichtlebensmittellieferndes Tier mit derselben Indikation zugelassenes Arzneimittel eingesetzt werden, vorausgesetzt der Wirkstoff ist in Tabelle 1 EU-Verordnung Nr. 37/2010 enthalten. Bei Schlachtpferden muss er zusätzlich in der „Positivliste“ der EU-Verordnung Nr. 122/2013 enthalten sein.

Die Stufen 3 bis 5 verhalten sich wie die der nichtlebensmittelliefernden Tiere, allerdings immer mit der Einschränkung, dass der Wirkstoff für lebensmittelliefernde Tiere gemäß EU-Verordnung Nr. 37/2010 prinzipiell eingesetzt werden darf.
Für lebensmittelliefernde wasserlebende Tiere muss zunächst ein Wirkstoff eingesetzt werden, der in der EU für Wassertiere mit derselben oder einer anderen Indikation zugelassen ist. Erst dann darf ein für lebensmittelliefernde landlebende Tiere zugelassener Wirkstoff eingesetzt werden. Ab dem 28. Januar 2027 dürfen dann nur noch die in einem noch zu erstellenden Verzeichnis aufgeführten Wirkstoffe umgewidmet werden.
In der Humanmedizin ist der Begriff eher unüblich. Übertragen ließe er sich auf das Alleinvorgehen des Arztes im medizinischen Einzelfall, wie zum Beispiel mit Hilfe des Off-Label-Uses.